# Taos, New Mexico
Taos  este o localitate, o municipalitate și sediul comitatului omonim, Taos, statul New Mexico din Statele Unite ale Americii.